# Лазешти (Алба)
Лазешти (рум. Lăzești) насеље је у Румунији у округу Алба у општини Ваду Моцилор. Општина се налази на надморској висини од 925 m.

## Становништво
Према подацима из 2011. године у насељу је живело 56 становника.